# Maison du prieur de Saint-Étienne de Nevers
Pour les articles homonymes, voir Maison du prieur de Saint-Étienne.
La maison du prieur de Saint-Étienne est un ancien édifice religieux situé à Nevers, en France.

## Localisation
Elle est située place de la Charte, rue Saint-Etienne.

## Présentation
Située juste à côté de l'église Saint-Étienne, cette maison est remarquable par ses deux superbes tourelles sur le portail.

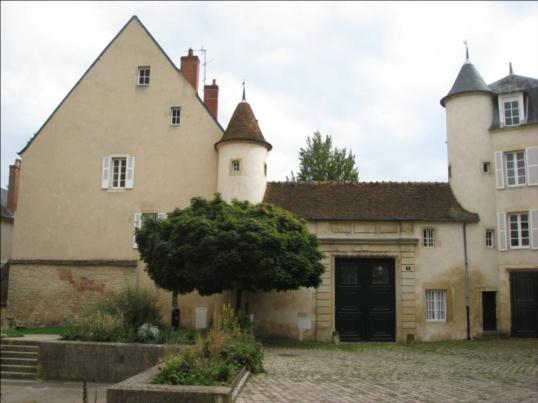
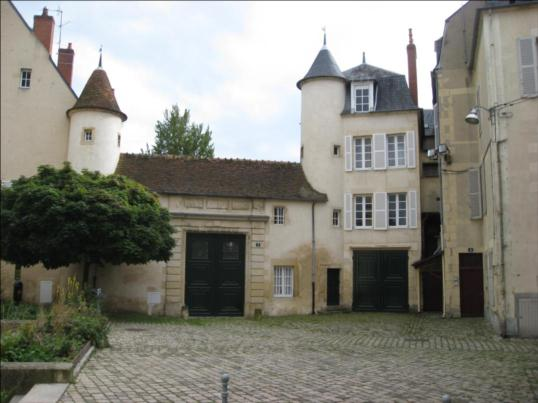
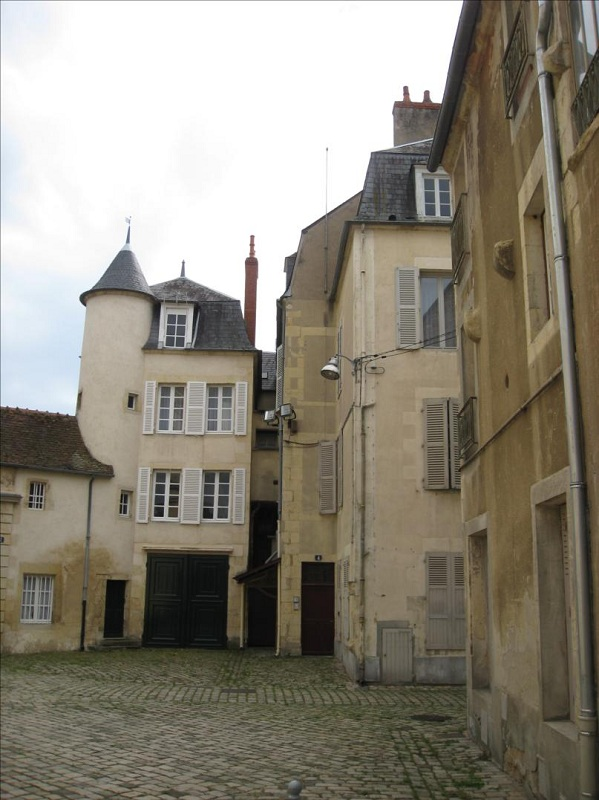